# Juillenay
Juillenay é uma comuna francesa na região administrativa da Borgonha-Franco-Condado, no departamento de Côte-d'Or. Estende-se por uma área de 5,6 km². Em 2010 a comuna tinha 45 habitantes (densidade: 8 hab./km²).